# Шодэ, Август Августович

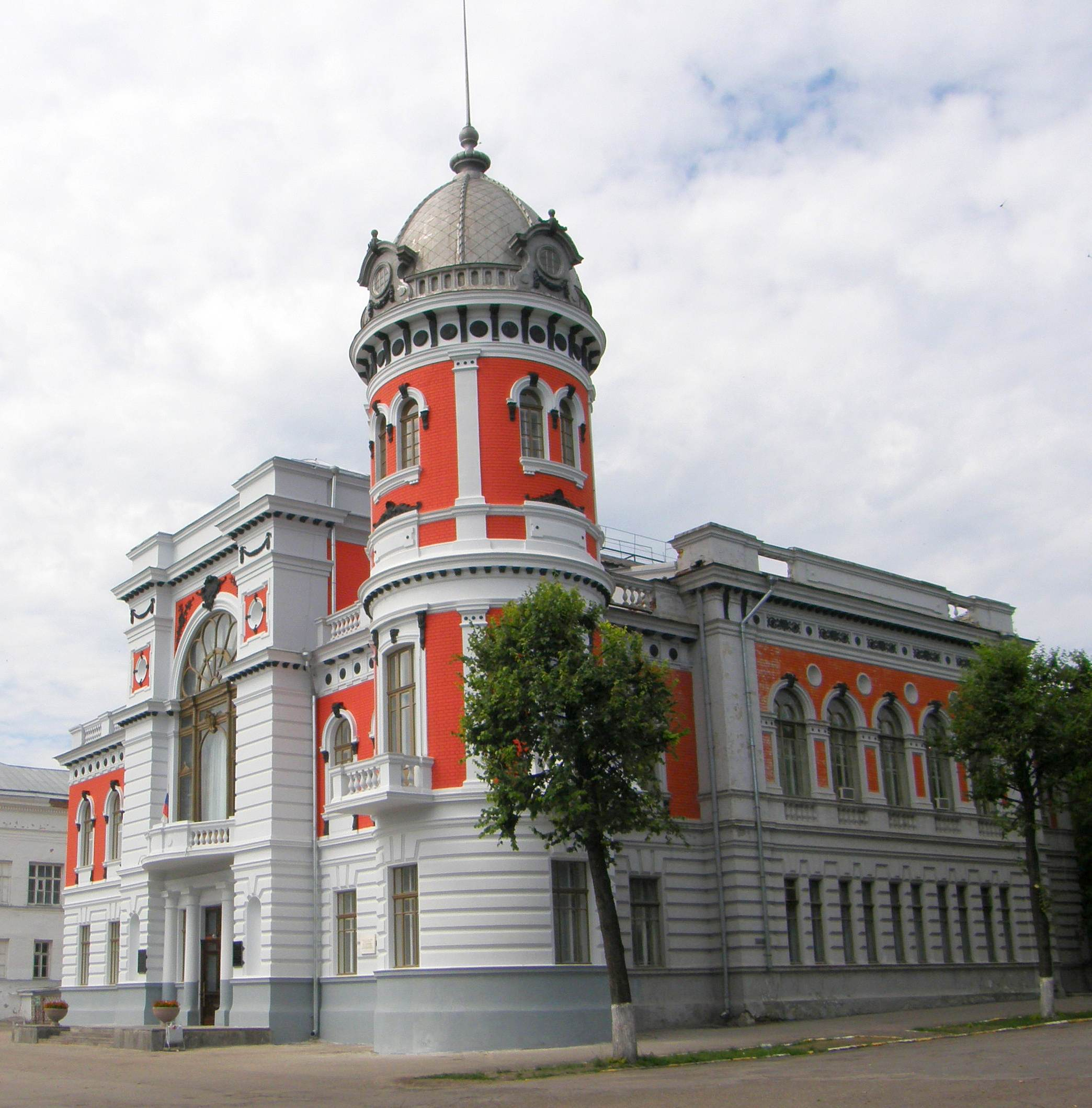
Дом-памятник Гончарову. Архитектор А. А. Шодэ. 1916 год

Август Августович Шодэ (Огюст Шоде; 5 августа 1864 года, Одесса — 1918, Омск) — российский архитектор, основной период творчества которого связан с городом Симбирском (сейчас — Ульяновск).

## Биография
Родился 5 августа 1864 года в Одессе в семье французского подданного. Образование получил во Франции. Окончив школу, учился в художественном училище. Будучи французским подданным, проходил военную службу во французской армии. Вернулся в Одессу, где некоторое время заведовал мебельно-декоративной фабрикой.
В 1897 году А. А. Шодэ по рекомендации своего сводного брата — симбирского архитектора Эрнста Спаннера — с семьей переезжает в Симбирск, где занимается частной практикой. В 1910 году А. А. Шодэ непродолжительное время состоял на службе в уездной земской управе в должности техника-строителя.
Известны симбирские адреса, где квартировала семья Шодэ: 1897—1904 — ул. Стрелецкая (ныне пл. 100-летия со дня рождения Ленина; дом утрачен); 1904—1908 — ул. Панская (ныне ул. Энгельса; дом неизвестен); 1908—1913 — дом Быковой, угол ул. Комиссариатской и Зотовского пер. (ныне ул. и пер. Кузнецова; утрачен); 1913—1918 — дом Снежницких, ул. Покровская (ныне ул. Льва Толстого, 71/11).
В 1918 году А. А. Шодэ был вынужден, оставив семью в Симбирске, уехать в Самару, затем вместе с другими беженцами перебраться в Омск, где вскоре скончался от брюшного тифа. Был похоронен на солдатском кладбище (ныне утрачено). В последний путь архитектора провожали сын Георгий и симбирский врач Я. Е. Шостак.
Здания, построенные по проектам А. А. Шодэ, и сегодня украшают Ульяновск. Большая часть из них охраняется государством как Объект культурного наследия России. А Дом-памятник И. А. Гончарову является одним из символов города.

## Архитектурное наследие А. А. Шодэ
1900—1903 — здание дворянского пансиона-приюта, с 1911 — 2-я Симбирская мужская гимназия, проект в соавторстве с архитектором Э. В. Спаннером, ул. Стрелецкая (ныне пл. Ленина, 2; корпус факультета иностранных языков Ульяновского государственного педагогического университета имени И. Н. Ульянова).
нач. 1900-х — Дом Н. Я. Шатрова (Дом-особняк купца Н. Я. Шатрова), проект на перестройку (авторство предположительно), ул. Никольская (ныне ул. Гимова, 3; Дворец бракосочетания).

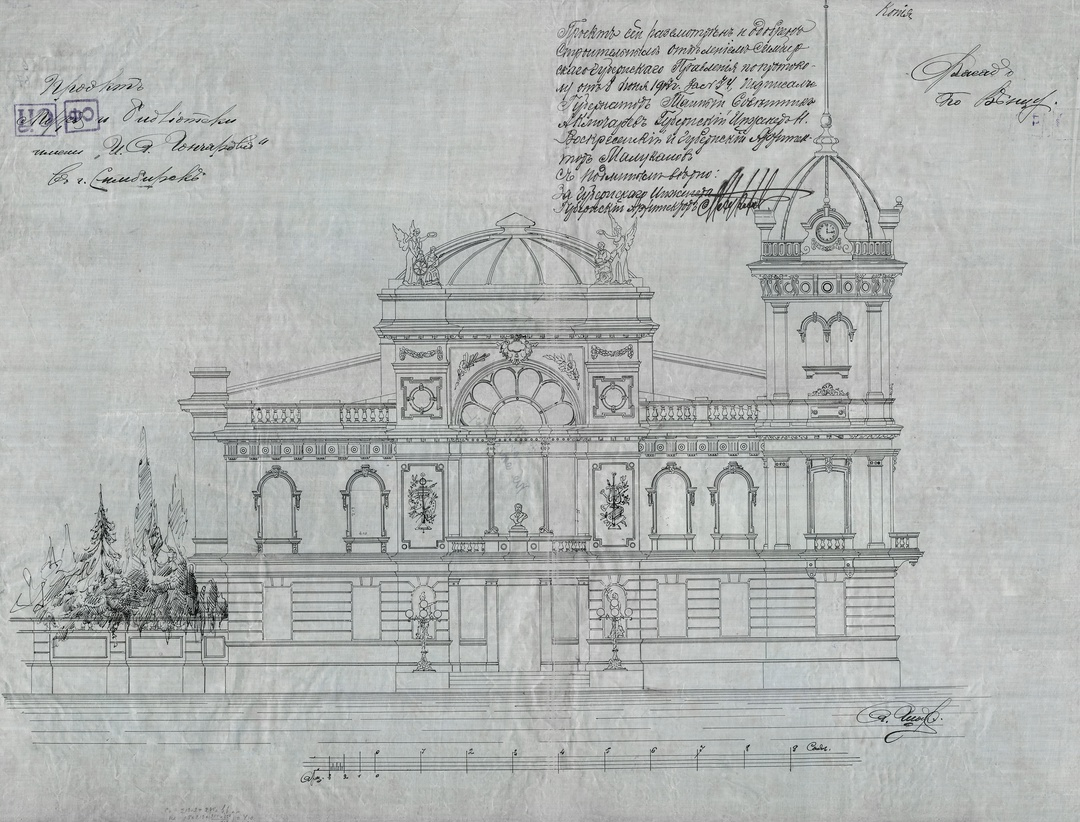
Проект Дома-памятника Гончарову (арх. А. Шодэ, 1912)

1903 (проект) —1905 — здание симбирского отделения Государственного банка, ул. Большая Саратовская (ныне ул. Гончарова, 10; Ульяновский областной театр кукол).
1905—1906 — Дом-особняк барона Х. Г. Штемпеля, ул. Покровская (ныне ул. Льва Толстого, 51; Музей современного изобразительного искусства им. А. А. Пластова).
1906 — дом баронессы В. И. Штемпель, ул. Покровская (ныне ул. Льва Толстого, утрачен).
1906 — дом инженера Яковлева, ул. Верхняя Набережная (ныне ул. Пролетарская, 43; жилой дом), авторство предположительно.
1906 (проект) —1908 — комплекс зданий ремесленной школы, с. Белое Озеро Сенгилеевского уезда Симбирской губернии (ныне с. Белое Озеро (Белолебяжье) Майнского района Ульяновской области; коррекционная школа-интернат).
1907 — дом, флигель, хозслужбы на усадьбе князя М. Н. Ухтомского, ул. Покровская (ныне ул. Льва Толстого, 61, 59а; жилые дома).
1907 — ограждение при евангелическо-лютеранской церкви, угол ул. Московской и Анненского пер. (ныне угол ул. Ленина и ул. Железной Дивизии, утрачено).
1907 — Мемориальная доска Гончарову на Доме Гончарова, где родился писатель И. А. Гончаров, проект на установку, угол улиц Московской и Большой Саратовской (ныне угол улиц Ленина и Гончарова, 134/20; Историко-мемориальный центр-музей И. А. Гончарова).
1907 — афишные тумбы у дома купцов Юргенсов (быв. дом Гончаровых), угол улиц Московской и Большой Саратовской (ныне угол улиц Ленина и Гончарова, 134/20, утрачены).
1908 — Дом-особняк А. А. Сачкова, проект на перестройку, ул. Покровская (ныне ул. Льва Толстого, 73; Симбирское епархиальное управление).
1909 — дом, хозслужбы на усадьбе М. П. фон Брадке, проект на перестройку, ул. Покровская (ныне ул. Льва Толстого, 43, 43а; в доме открыт музей «Архитектура эпохи модерна в Симбирске», в хозстроении — экспозиция «Водяная мельница»).
1909 — здания мужского начального училища, с. Акшуат Карсунского уезда Симбирской губернии (ныне — Барышского района Ульяновской области; в настоящее время сохранилось одно здание; Дом культуры и библиотека).
1909 (проект) — 1911 — здание амбулатории для приходящих больных и ветеринарной лечебницы при Симбирской уездной земской управе, ул. Сенная (ныне ул. Дмитрия Ульянова, 4; Управление Роспотребнадзора по Ульяновской области).
1910-е — дачный дом Е. М. Перси-Френч, пригородный посёлок Белый Ключ (ныне пос. Белый Ключ, г. Ульяновск, ул. Ленина, 115а), авторство предположительно.
1911 — дом врача П. С. Петрова, проект на перестройку, пер. Зотовский (ныне пер. Кузнецова, 14; офисное здание).
1911 — дом купцов Юргенсов, проект на перестройку, угол улиц Московской и Большой Саратовской (ныне угол улиц Ленина и Гончарова, 134/20).
1912 (проект, не реализован) — здание склада земледельческих орудий с приспособлением под типографию на усадьбе купцов Юргенсов, проект реконструкции ул. Московская (ныне ул. Ленина, 138).
1912 — корпус каменного двухэтажного хозстроения на усадьбе купца А. П. Балакирщикова (быв. усадьба Гончаровых, затем Юргенсов), проект на перестройку, пер. Троицкий (ныне пер. Краснознамённый).
1912 — беседка-памятник И. А. Гончарову, дер. Винновка, родовое имение симбирских дворян Киндяковых (ныне территория парка «Винновская роща»).

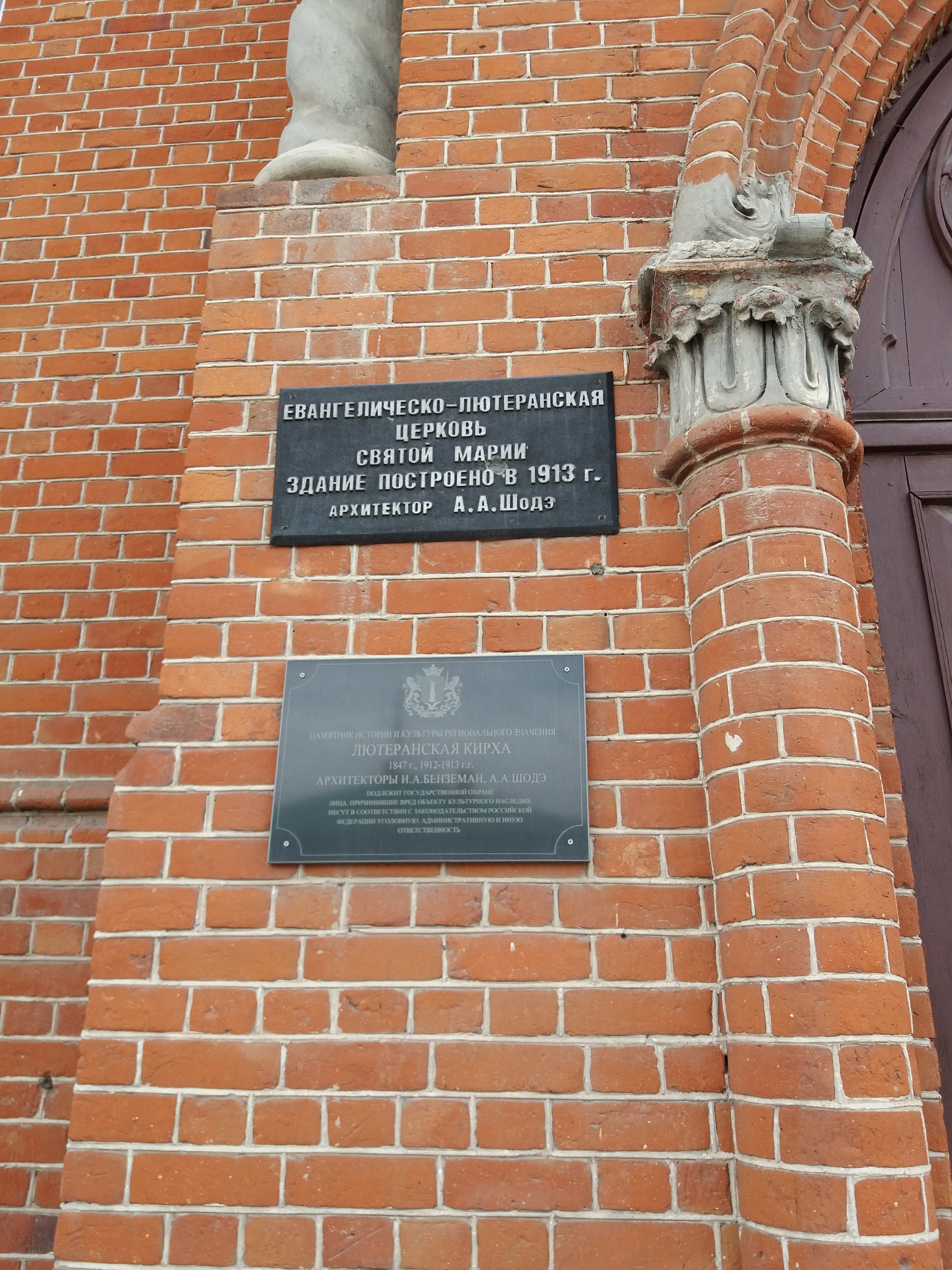
Мемориальные доски на Лютеранской кирхе

1912 (проект) —1915 — Дом-памятник Гончарову, участок в Николаевском саду (ныне бульвар Новый Венец, 3/4; первый этаж — Ульяновский областной краеведческий музей имени И. А. Гончарова, второй — Ульяновский областной художественный музей).
1912 (проект) —1913 — здание Симбирской евангелическо-лютеранской церкви Святой Марии, угол ул. Московской и Анненковского пер. (ныне угол улиц Ленина, 100 и Железной Дивизии; Евангелическо-лютеранская церковь Св. Марии).
1914 — кегельбан с крытым навесом для проведения гимнастических игр на участке 2-й Симбирской мужской гимназии в Николаевском саду (возможно, не был реализован).
1915 — могила (крипта) В. Н. Поливанова на Покровском некрополе сооружена под руководством архитектора А. А. Шодэ.
1914 (проект) —1916 — памятник императору Александру II, скульптор А. М. Опекушин, площадка на пересечении улиц Панской, Чебоксарской и Гончаровской (ныне улицы Энгельса, Бебеля и Гончарова), официально открыт не был, утрачен.
1916—1917 — один из корпусов автомобильного завода Пузырёва (быв. чугунолитейный завод купцов Андреевых, ул. Сенгилеевская (ныне ул. Кирова, 103; руинирован).
дата ? — один из корпусов земской больницы в с. Тагай Симбирского уезда Симбирской губернии (ныне с. Тагай, Майнского района Ульяновской области).

## Здания, построенные по проектам А. А. Шодэ в Симбирской губернии

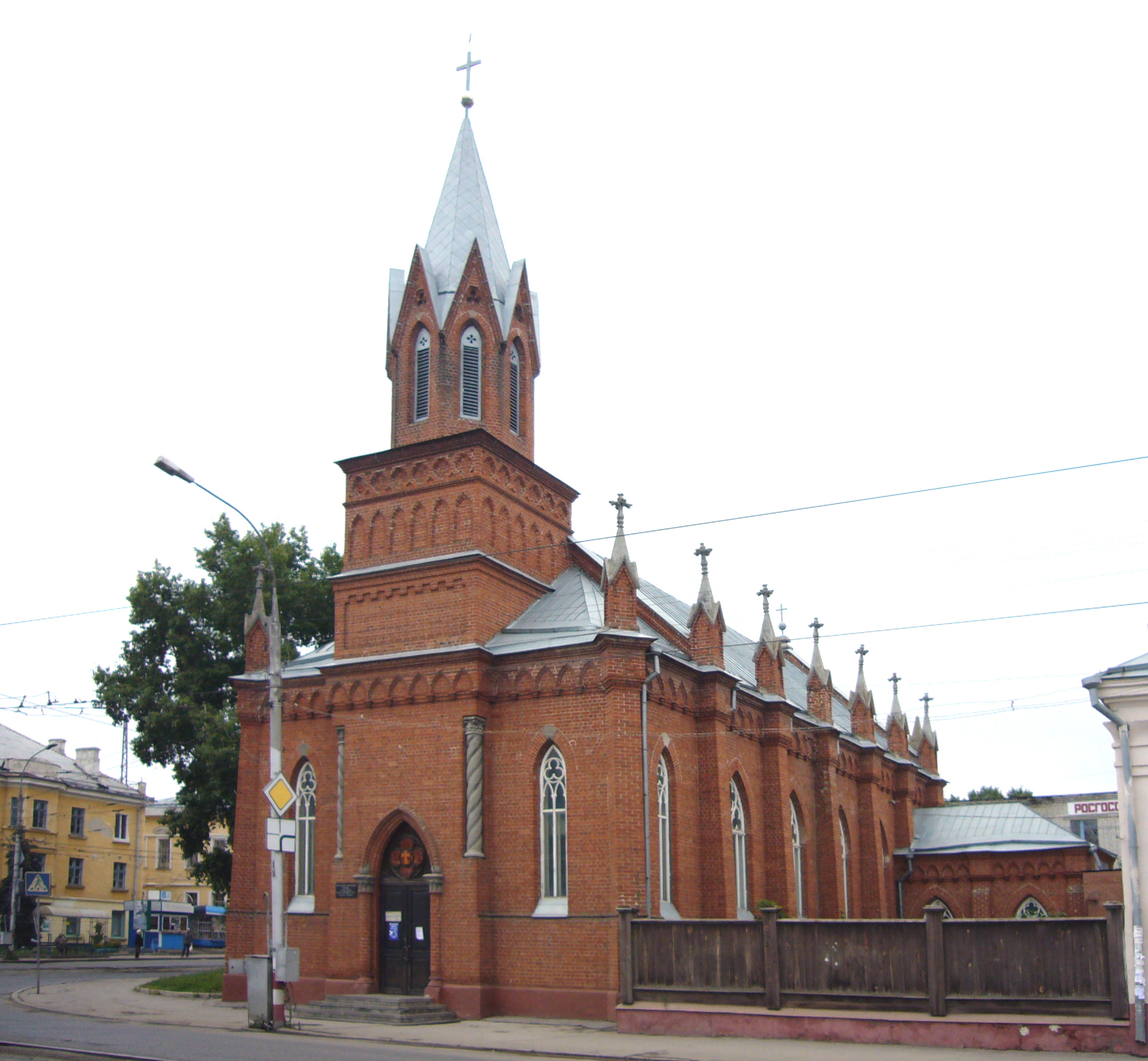
Евангелическо-лютеранская церковь Св. Марии
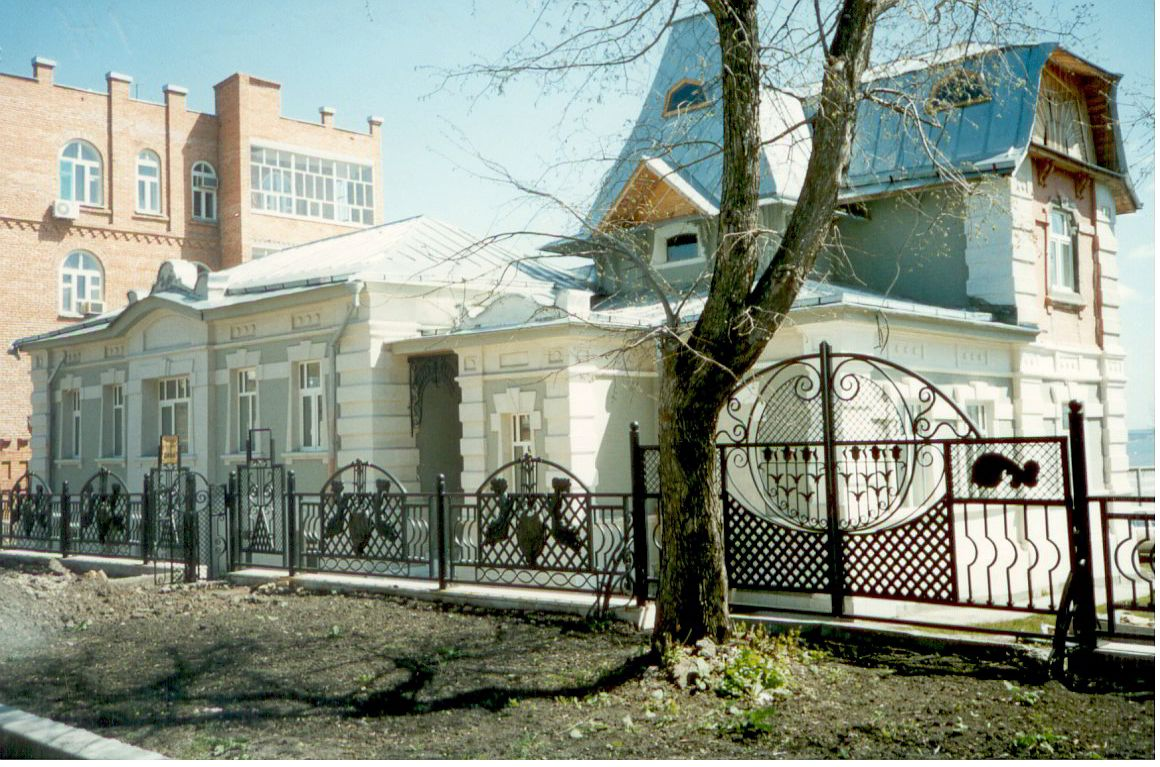
Бывший дом врача П. С. Петрова
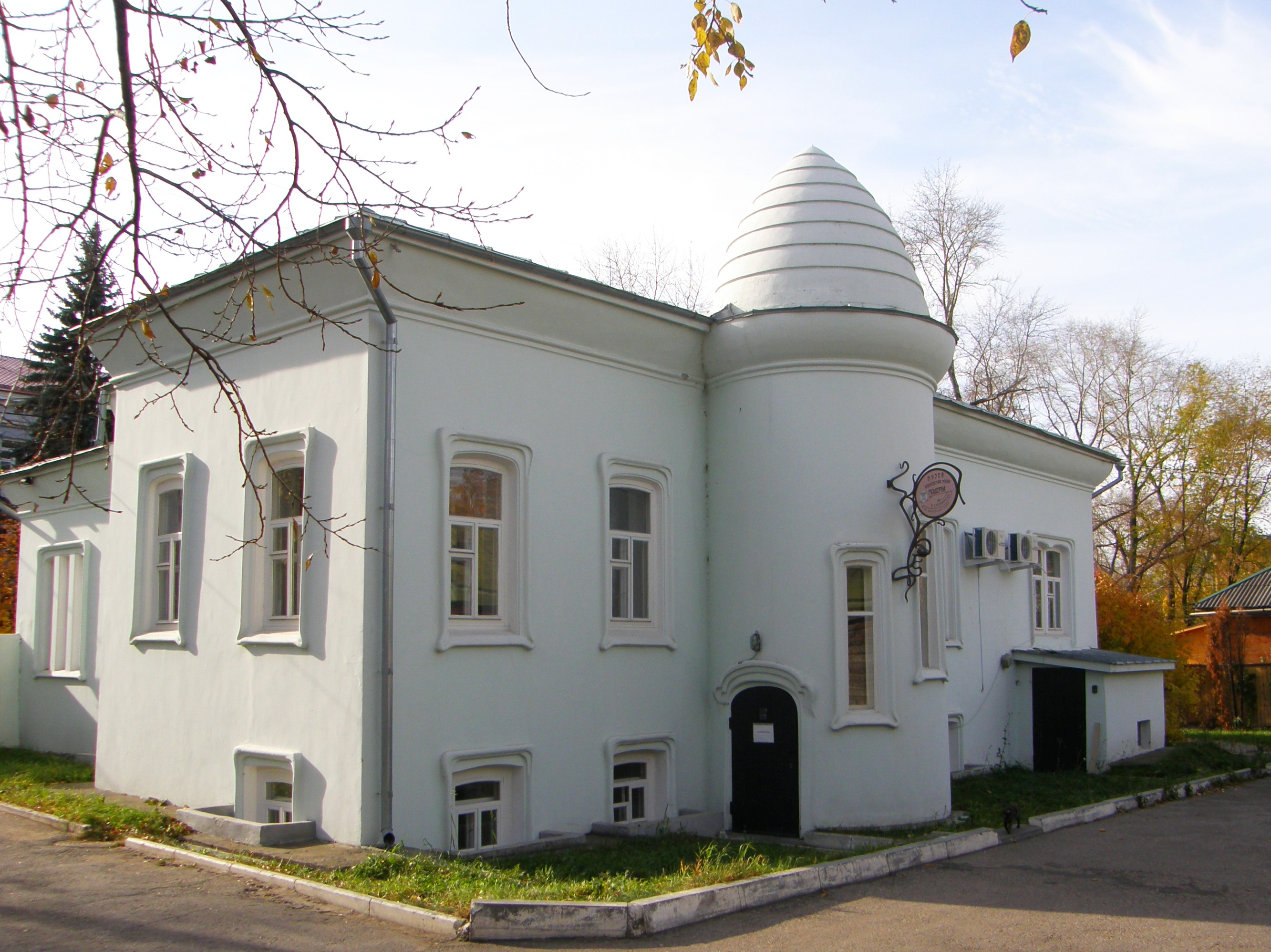
Бывший дом М. П. фон Брадке
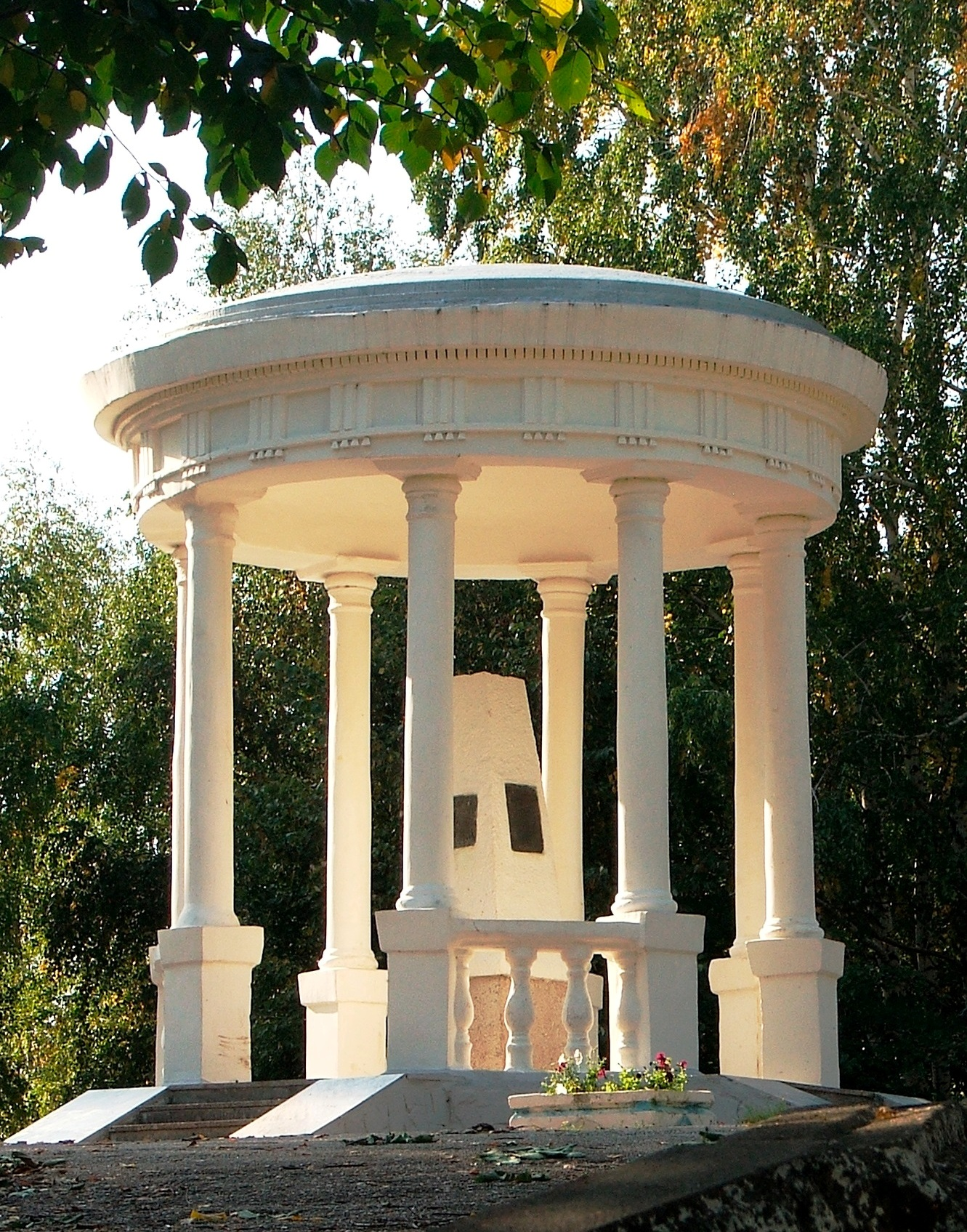
Беседка-памятник И. А. Гончарову
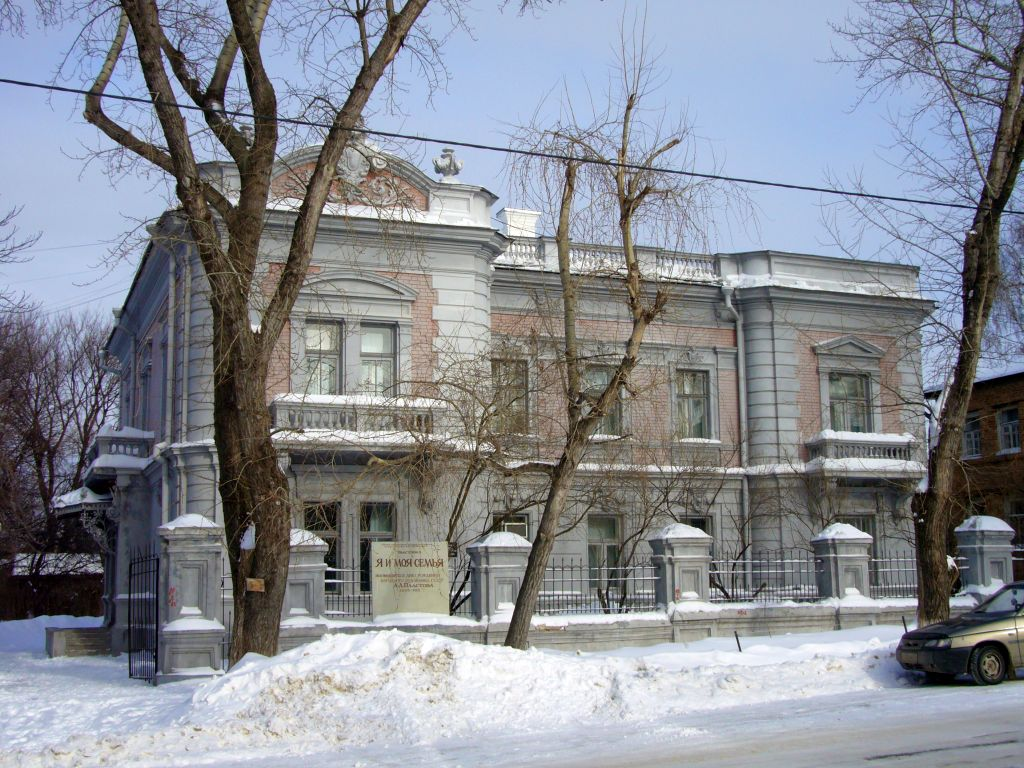
Бывший дом-особняк барона Х. Г. фон Штемпеля
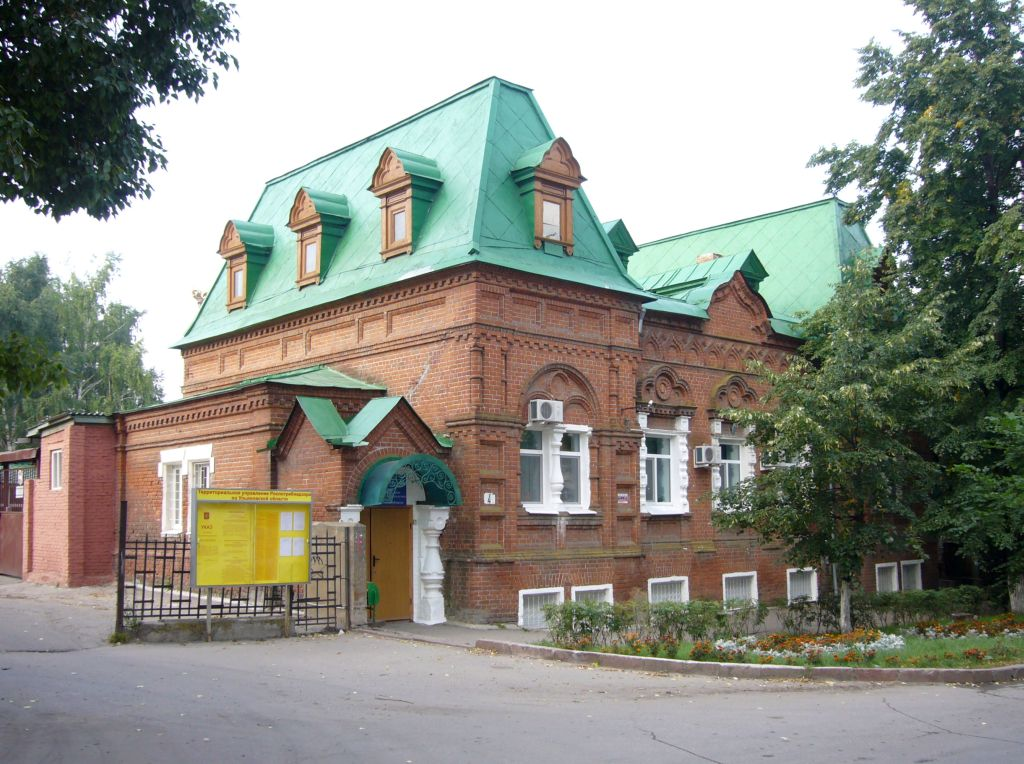
Здание бывших амбулатории и ветлечебницы Симбирского уездного земства
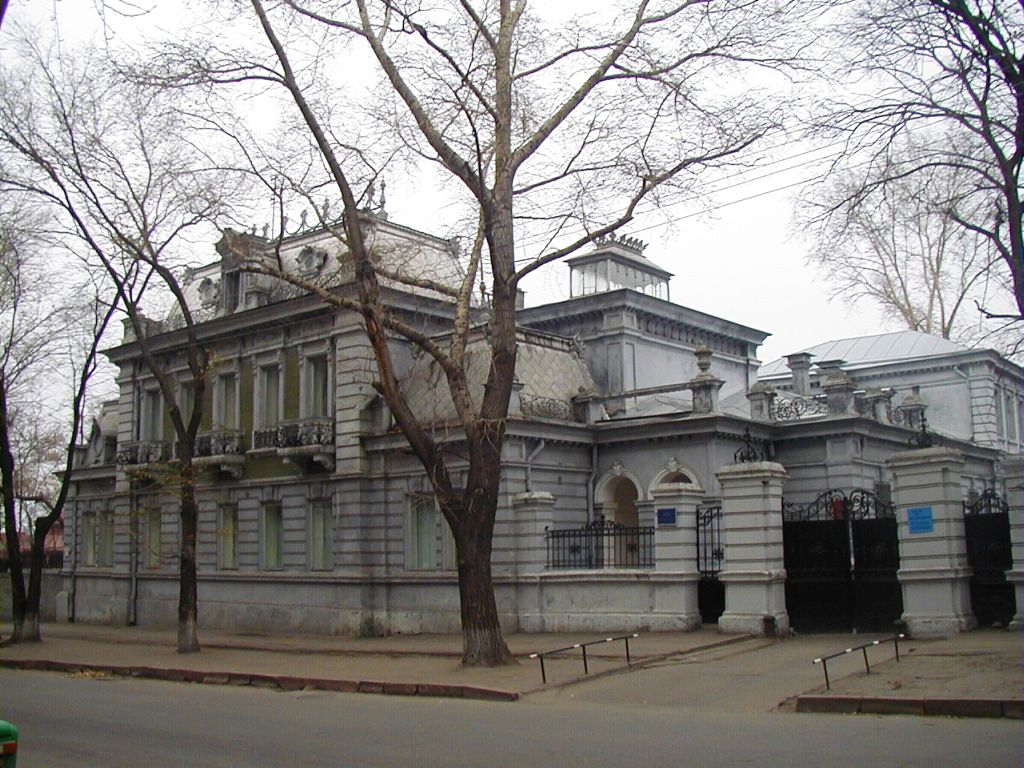
Бывший дом-особняк купца А. А. Сачкова
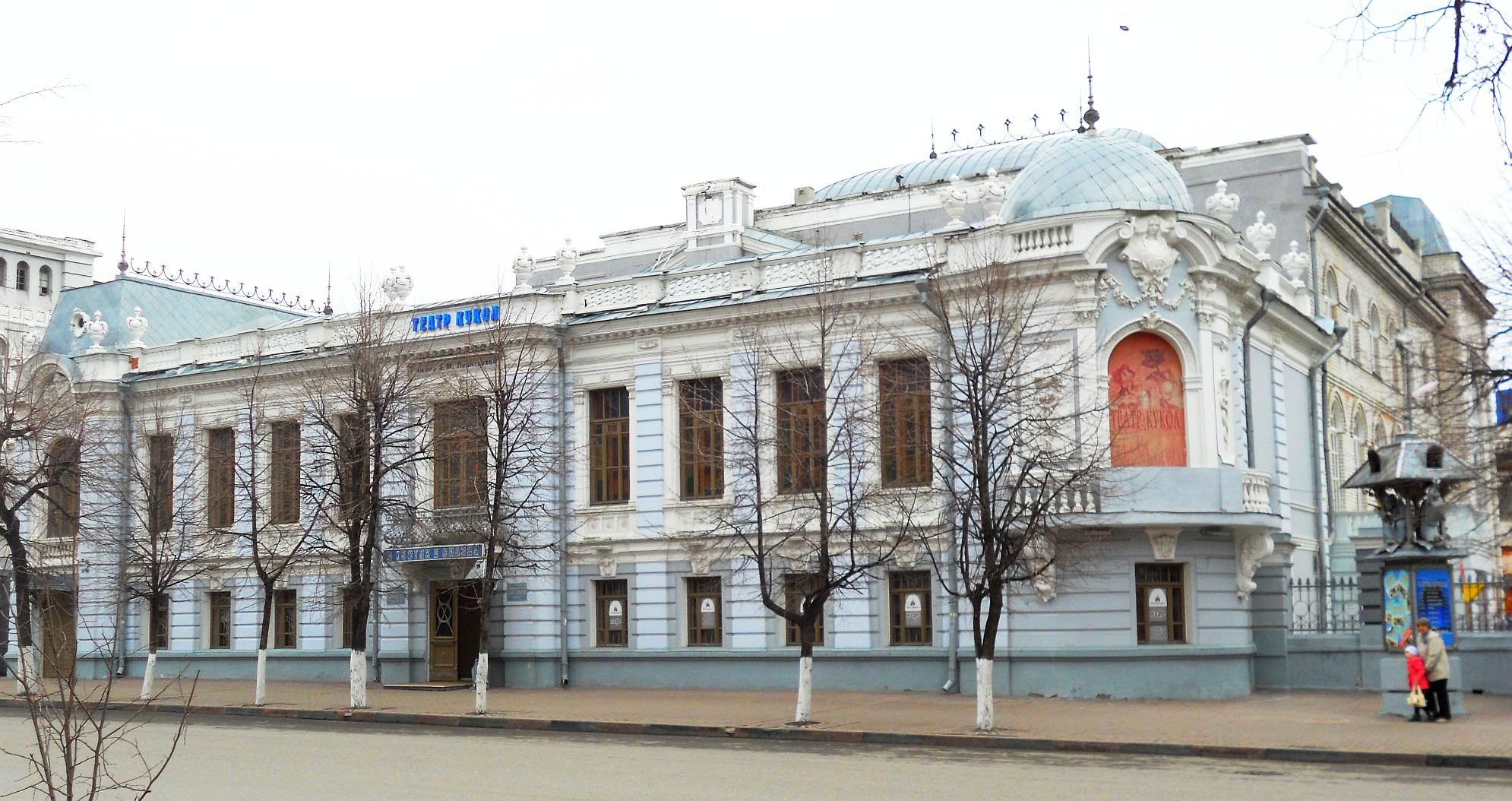
Здание бывшего Симбирского отделения Государственного банка
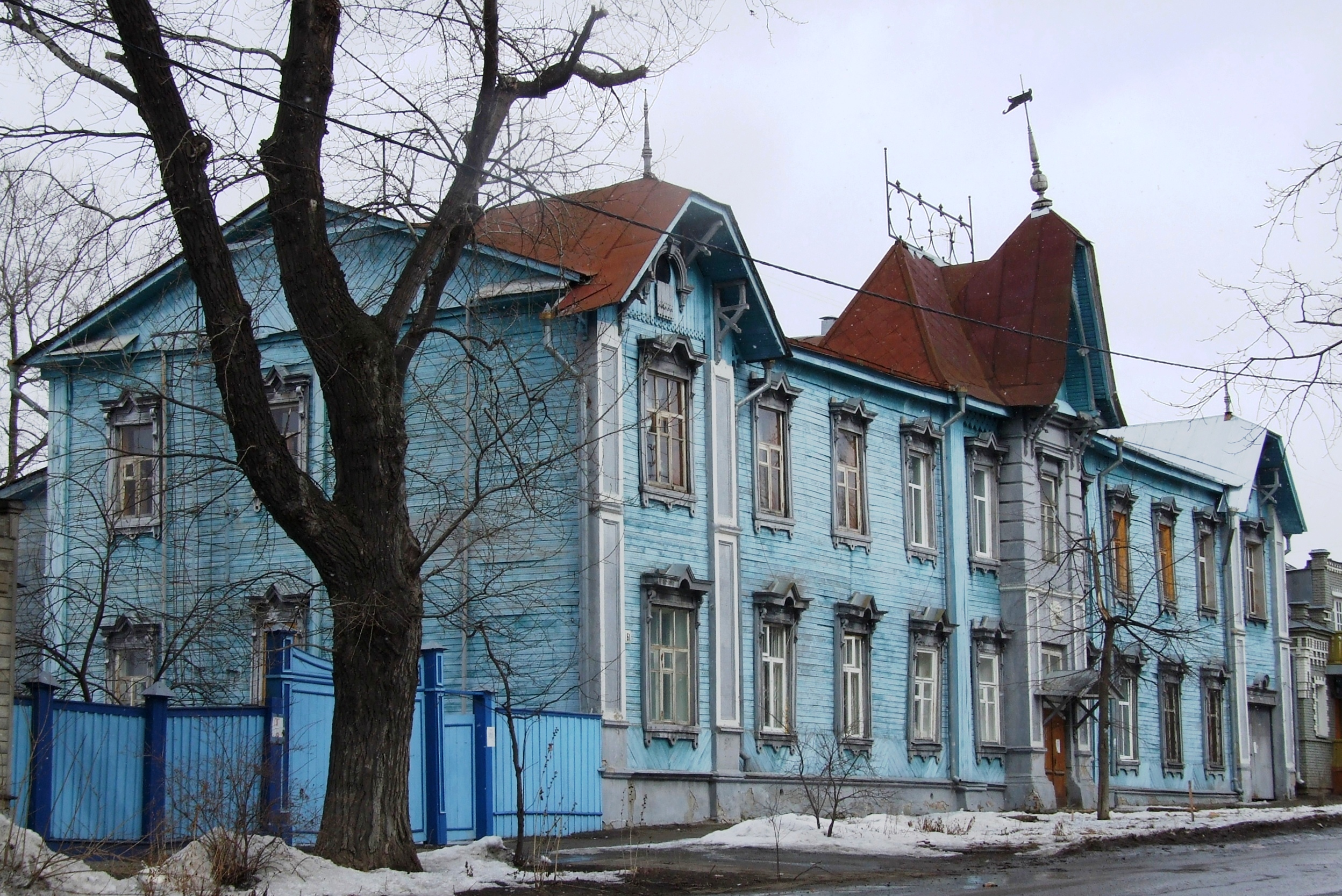
Бывший дом князя М. Н. Ухтомского
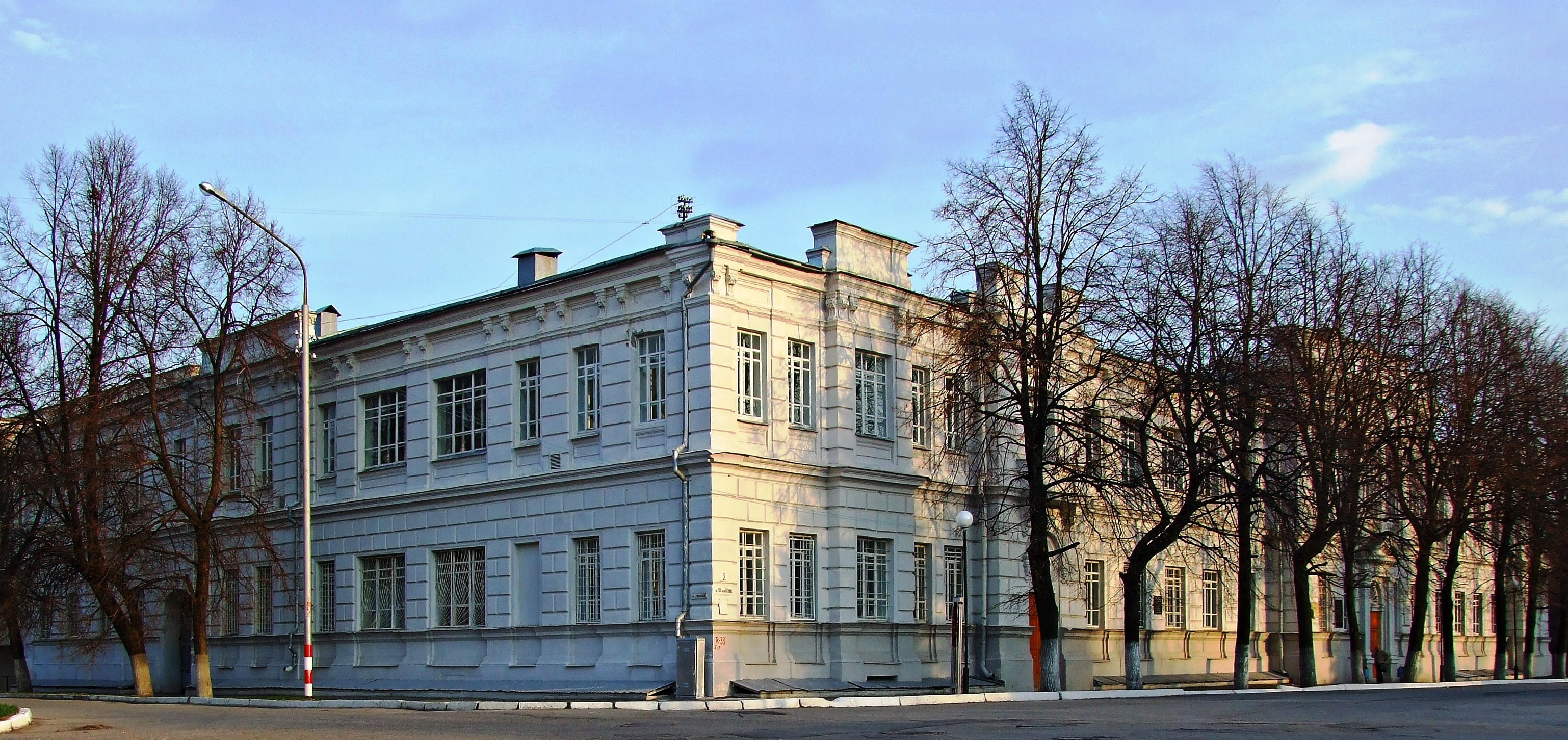
Здание бывшего пансиона-приюта для детей потомственных дворян
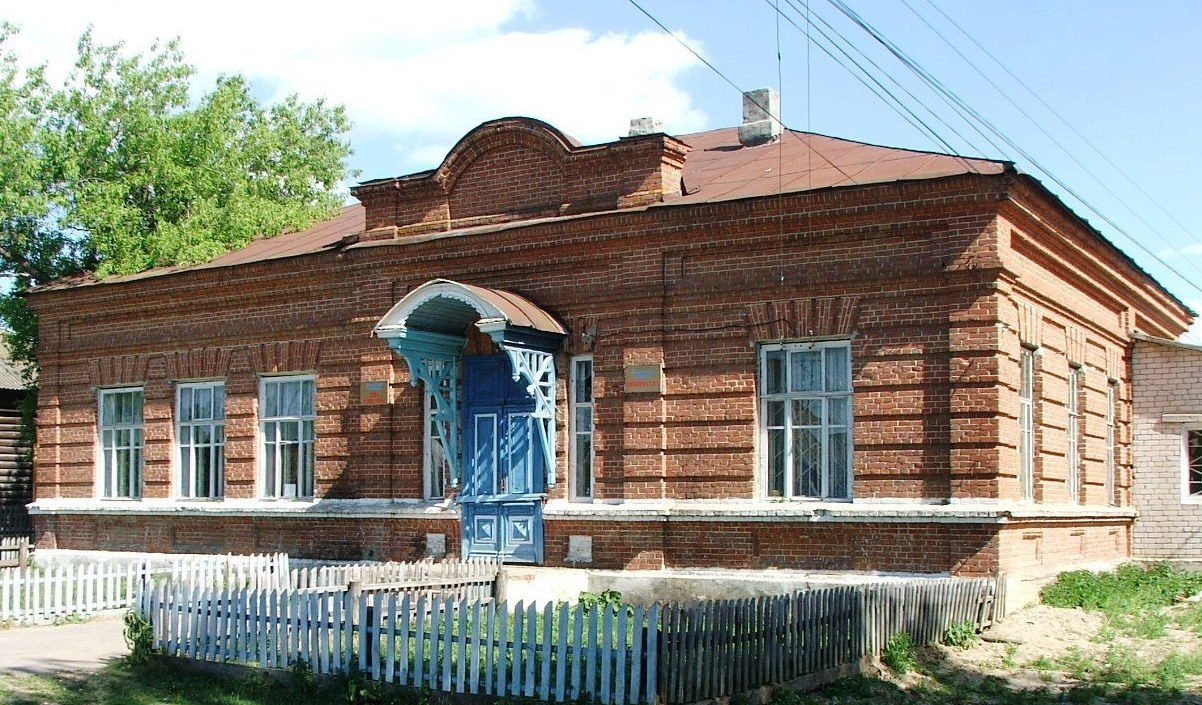
Бывший учебный корпус начального училища в с. Акшуате
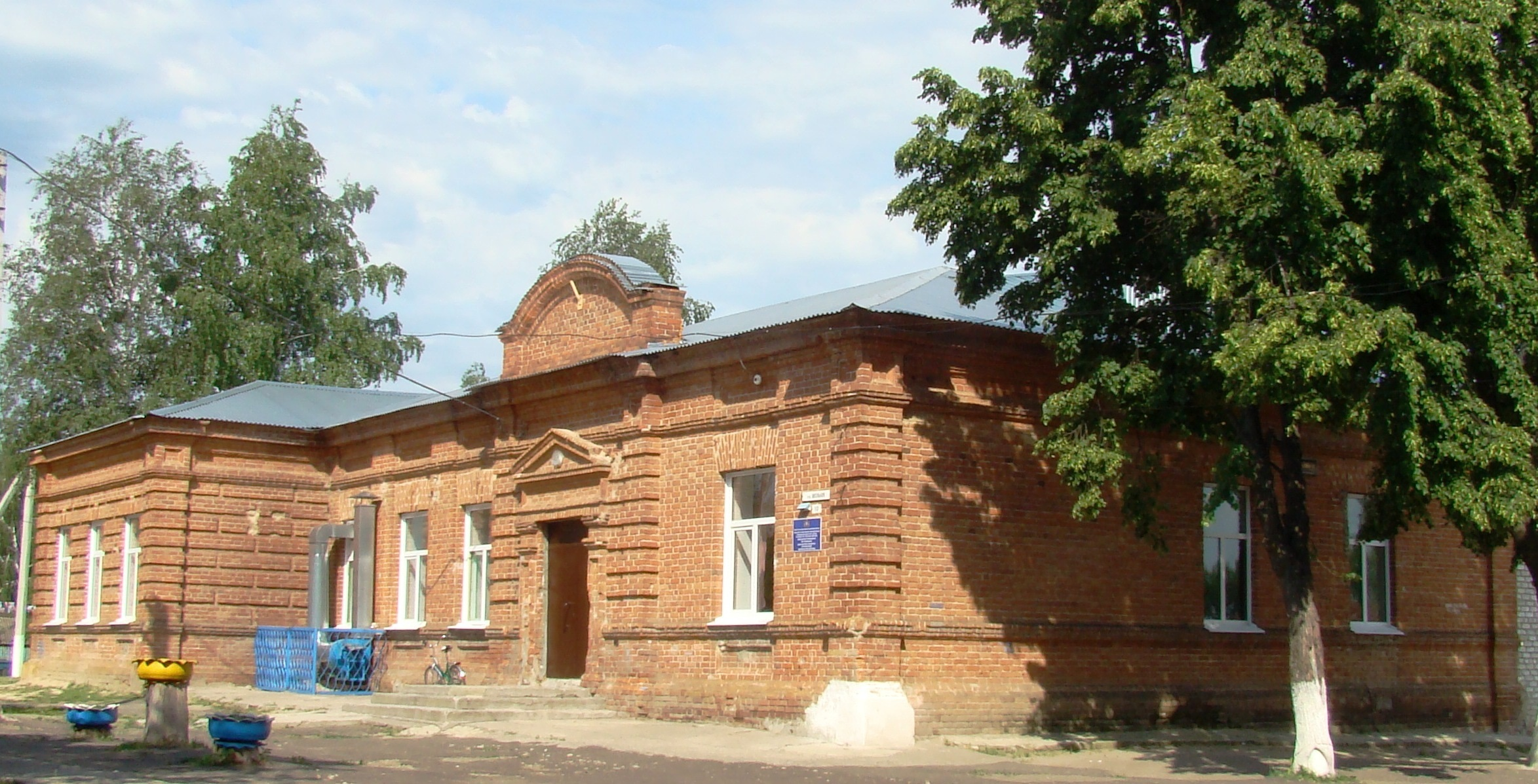
Один из корпусов бывшего ремесленного училища в с. Белое Озеро

## Общественная деятельность
А. А. Шодэ был одним из организаторов Юбилейной сельскохозяйственной и кустарно-промышленной губернской выставки в Симбирске (1908 г.), входил в состав экспертной комиссии художественного отдела выставки, заведовал гидротехническим и строительным отделами. За представленную на симбирскую выставку полеводства, садоводства, цветоводства и крестьянских хуторских хозяйств (1910 г.) коллекцию вредных и полезных садовых насекомых был награждён похвальным листом.
С 1911 г. входил в состав церковного совета евангелическо-лютеранской общины церкви Св. Марии, в 1914 г. был избран его председателем.
Участвовал в работе губернского попечительства детских приютов ведомства императрицы Марии, в 1911 г. был избран почётным членом попечительского совета Мариинского детского приюта за рекой Свиягой (с. Конно-Подгородная слобода).
В 1915 г. возглавил «Кружок по улучшению материального положения симбирского реального училища» — частного учебного заведения Н. В. Скороходова, в 1916 г. вместе с композитором В. А. Варламовым был распорядителем благотворительного концерта, средства от которого пошли «в пользу» учеников этого училища.
Входил в состав различных комиссий: по осмотру городских водопроводных сооружений, по строительству ряда зданий, по художественному оформлению окружной конской выставки (1914 г.) и др.
Был членом Симбирской губернской учёной архивной комиссии и семейно-педагогического кружка.

## Семья
Первый брак, 1887 г., жена — Мария Николаевна, девичья фамилия неизвестна, ум. в Симбирске в 1904 г. Дети:
- Мария (1888—1896 (?))
- Лидия (1892—1957)
- Август (1895—1915, пропал без вести)
- Нина (1898—1924 (?))
- Георгий (1901—1969)

Второй брак, 1907 г., жена — Мария Петровна Шодэ, урожд. Котельникова (1887—1950). Дети:
- Эрнест (1908 — прожил около года)
- Эрнест (1910—1953)
- Николай (1912—1980)
- Борис (1914—1943)

## Память
- На зданиях его работы установлены мемориальные доски и отнесены к объектам культурного наследия России.
- В 2009 году в новом микрорайоне Ульяновска именем А. А. Шодэ была названа улица — улица Архитектора Шодэ[18].
- 19 июня 2014 года А. А. Шодэ Ульяновской Городской Думой присвоено звание Почётный гражданин Ульяновска[18].
- В музее «Архитектуры эпохи модерна в Симбирске» (ул. Льва Толстого, 43, Дом И. М. Косолапова), есть раздел посвящённый Августу Шодэ[19].

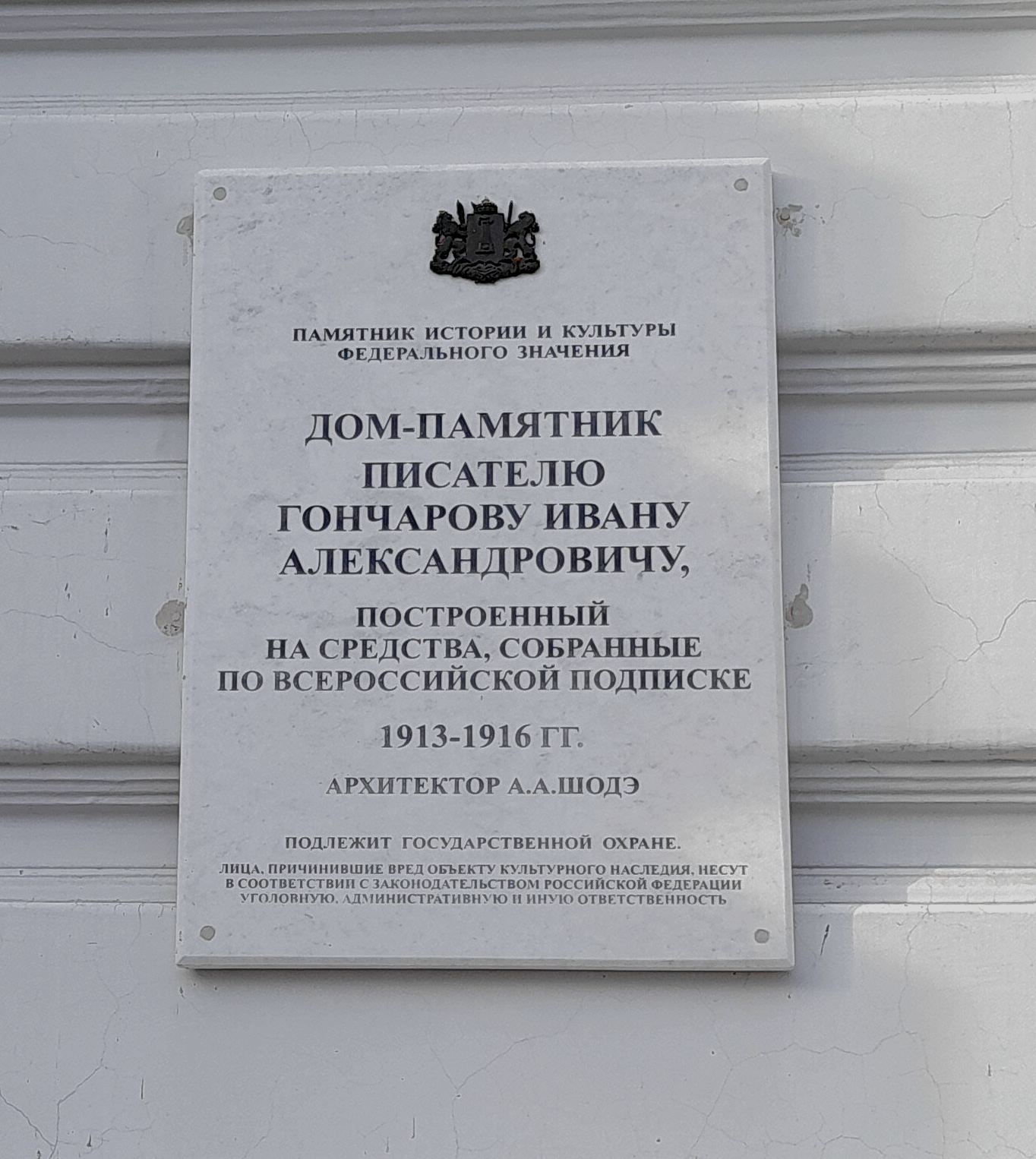
Памятная доска на Доме-памятнике Гончарову
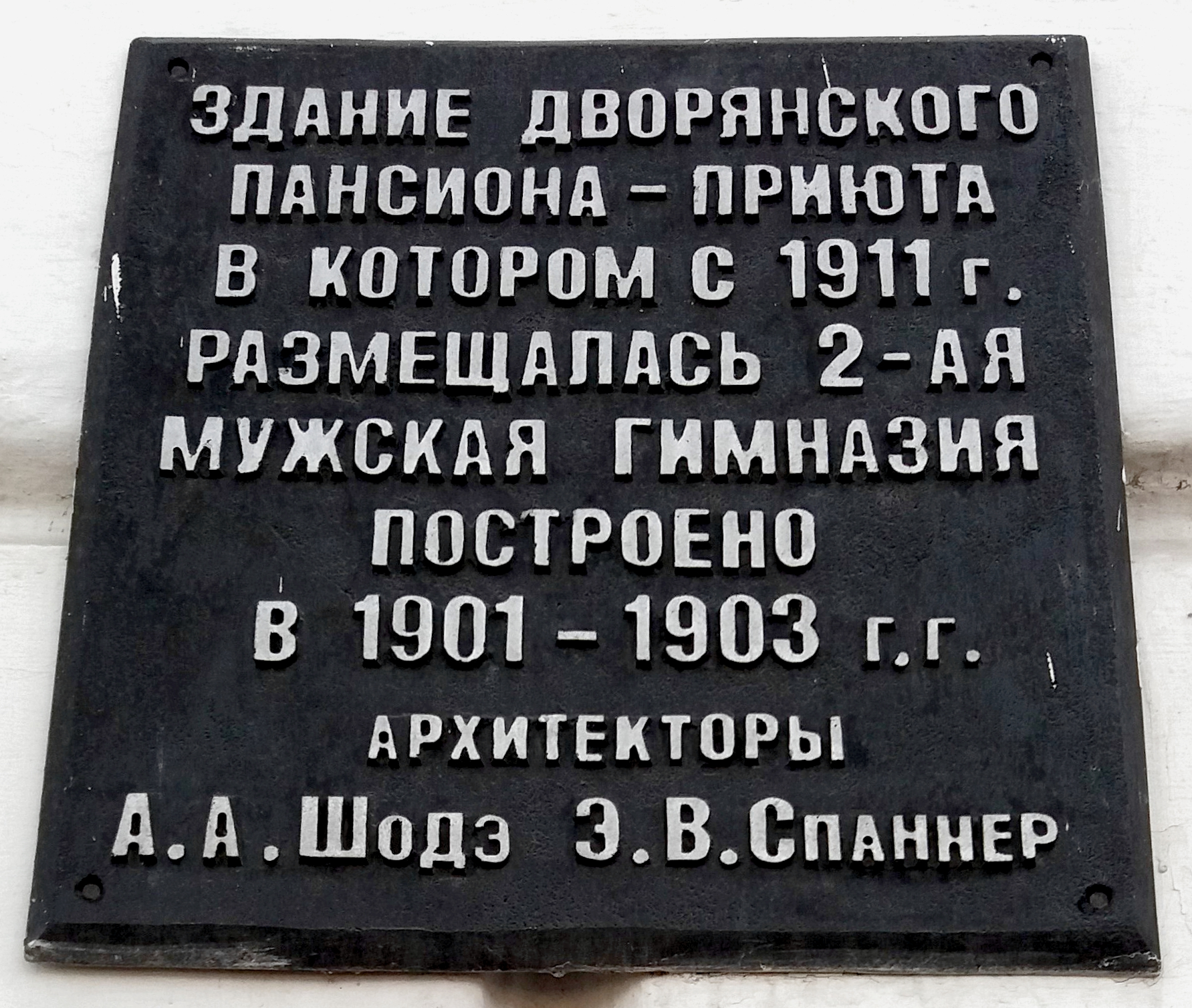
Мемориальная доска Шодэ А. А.
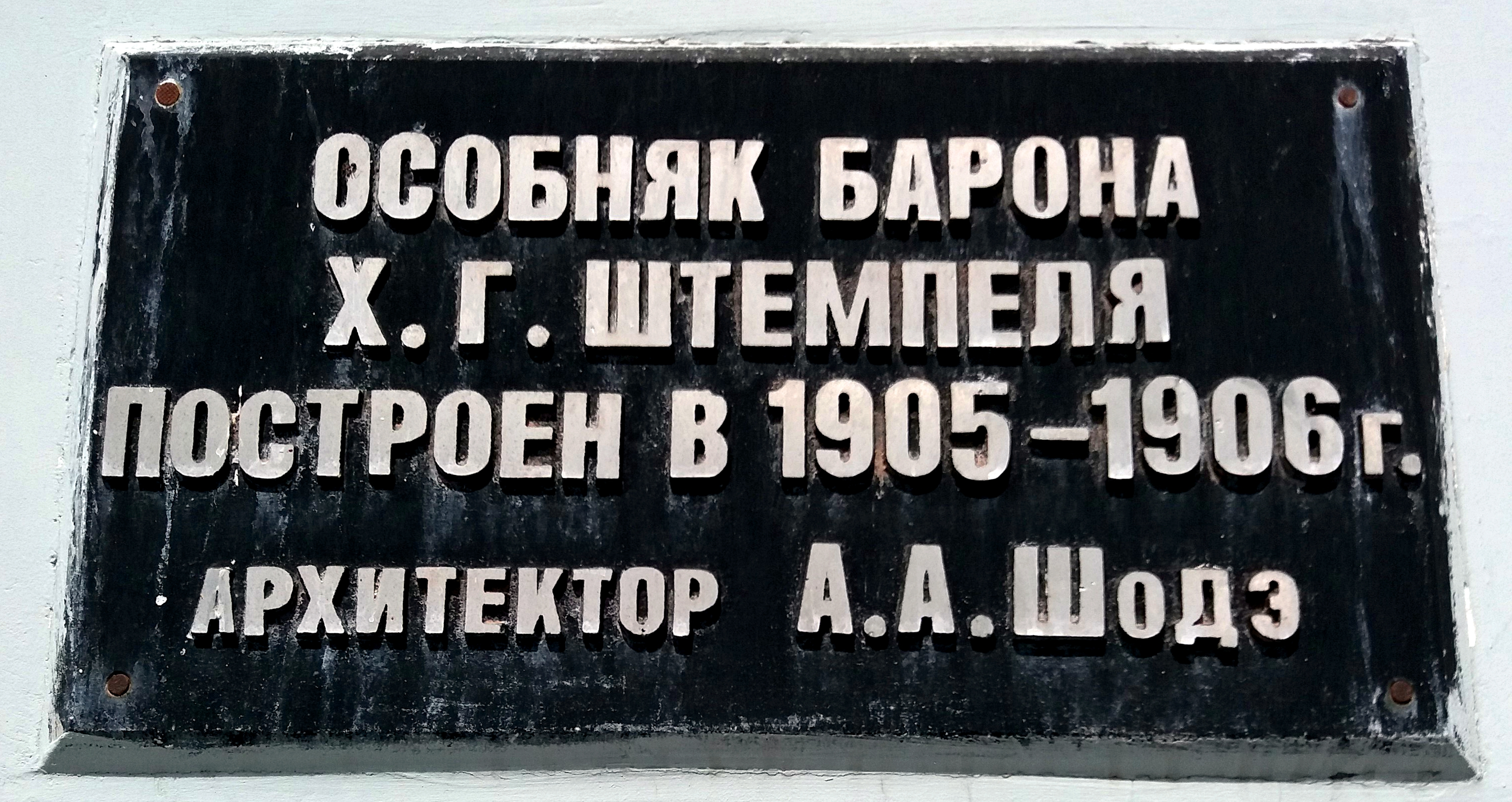
Мемориальная доска Шодэ А. А.
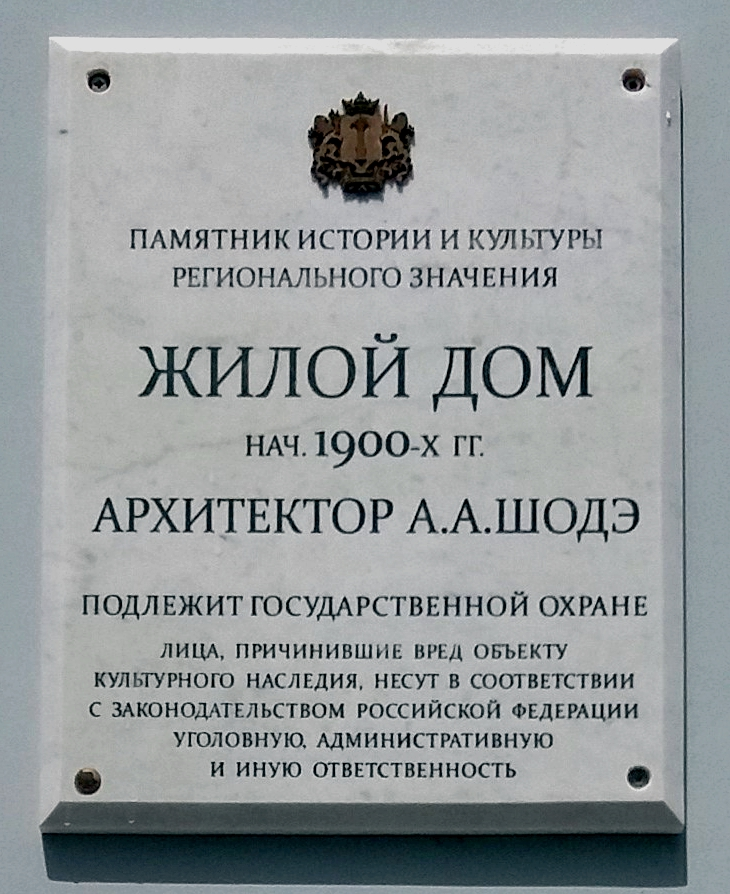
Мемориальная доска А. А. Шодэ
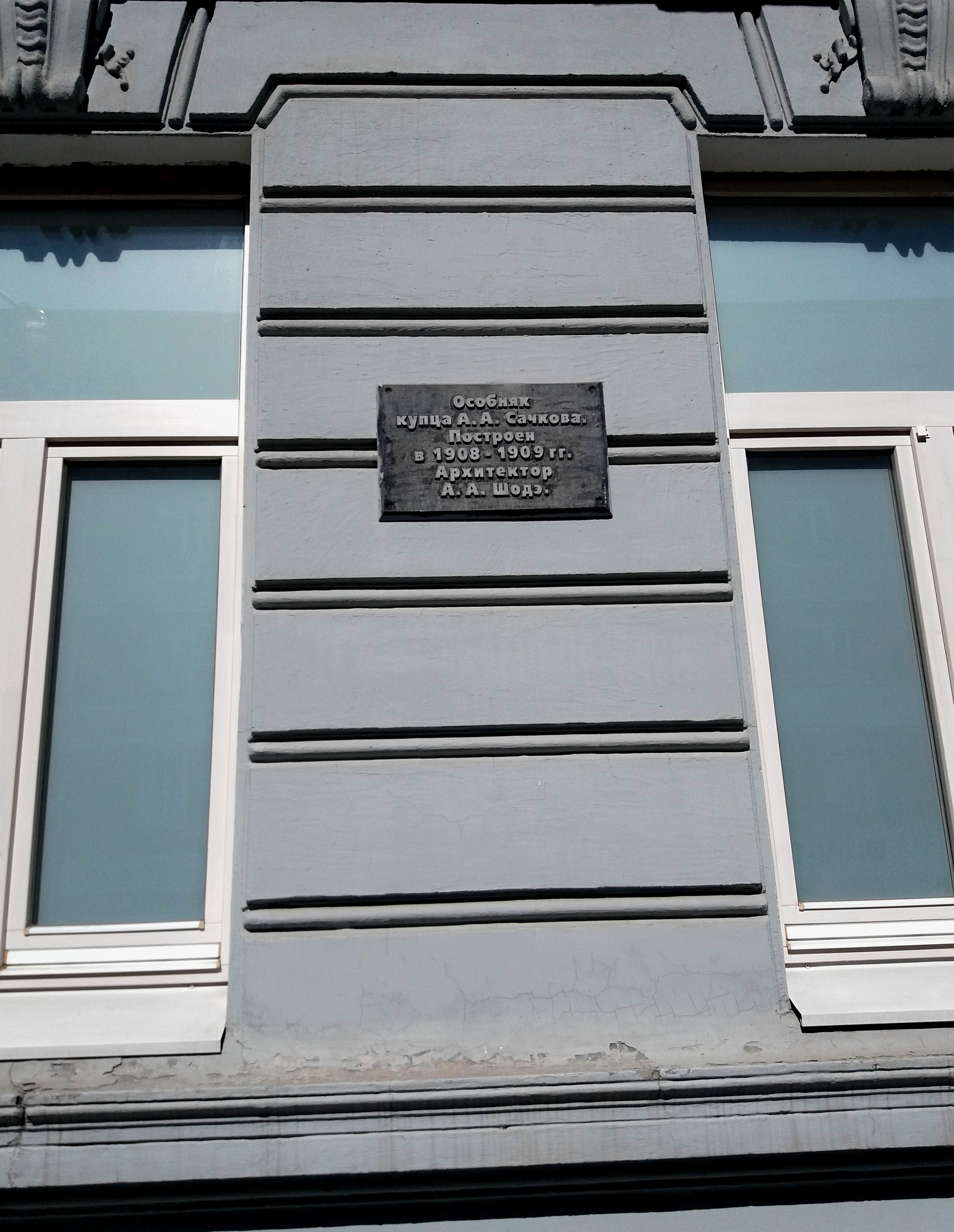
Мемориальная доска А. А. Шодэ
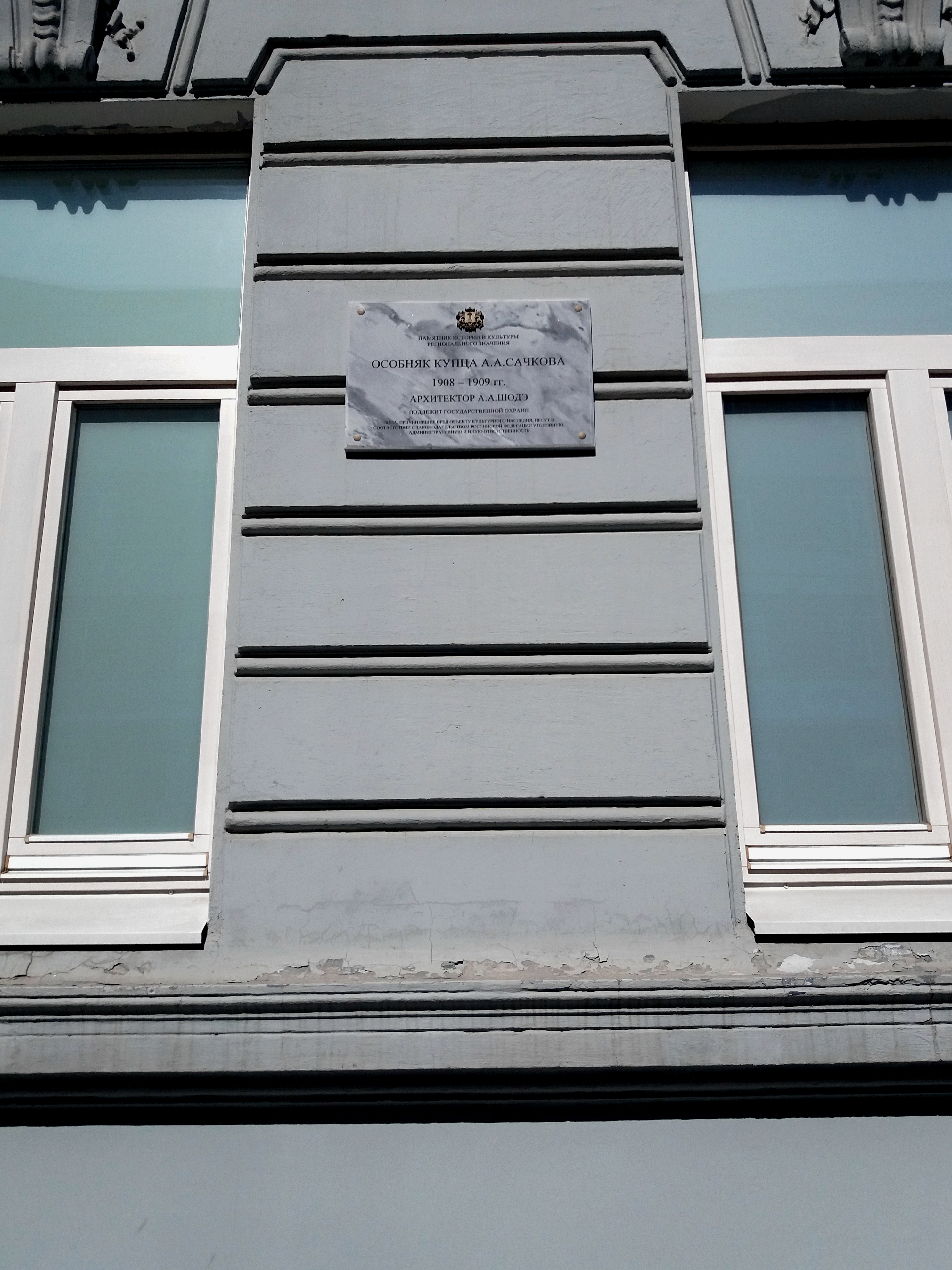
Мемориальная доска А. А. Шодэ

## Работы А. А. Шодэ в филателии

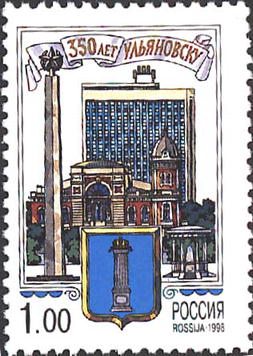
Марка Почта России, 1998 г. № 443. 350 лет Ульяновску (Дом-памятник Гончарову и Мемориальная беседка)
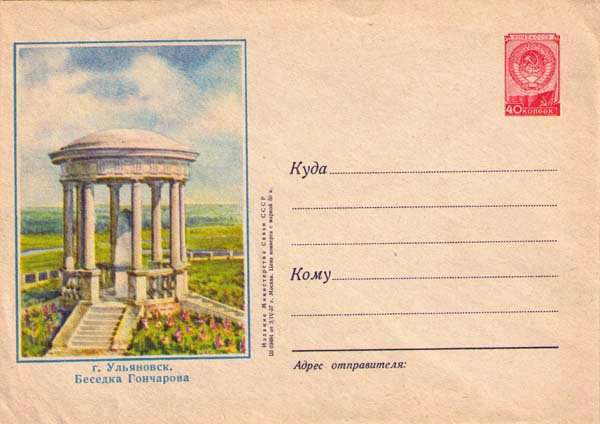
ХМК СССР, 1957. Беседка Гончарова
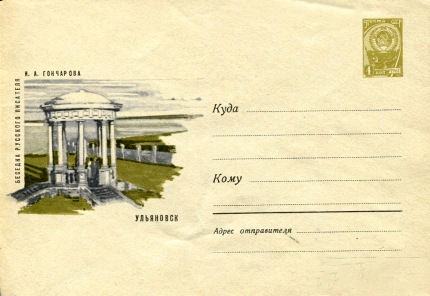
ХМК СССР, 1965. Беседка Гончарова
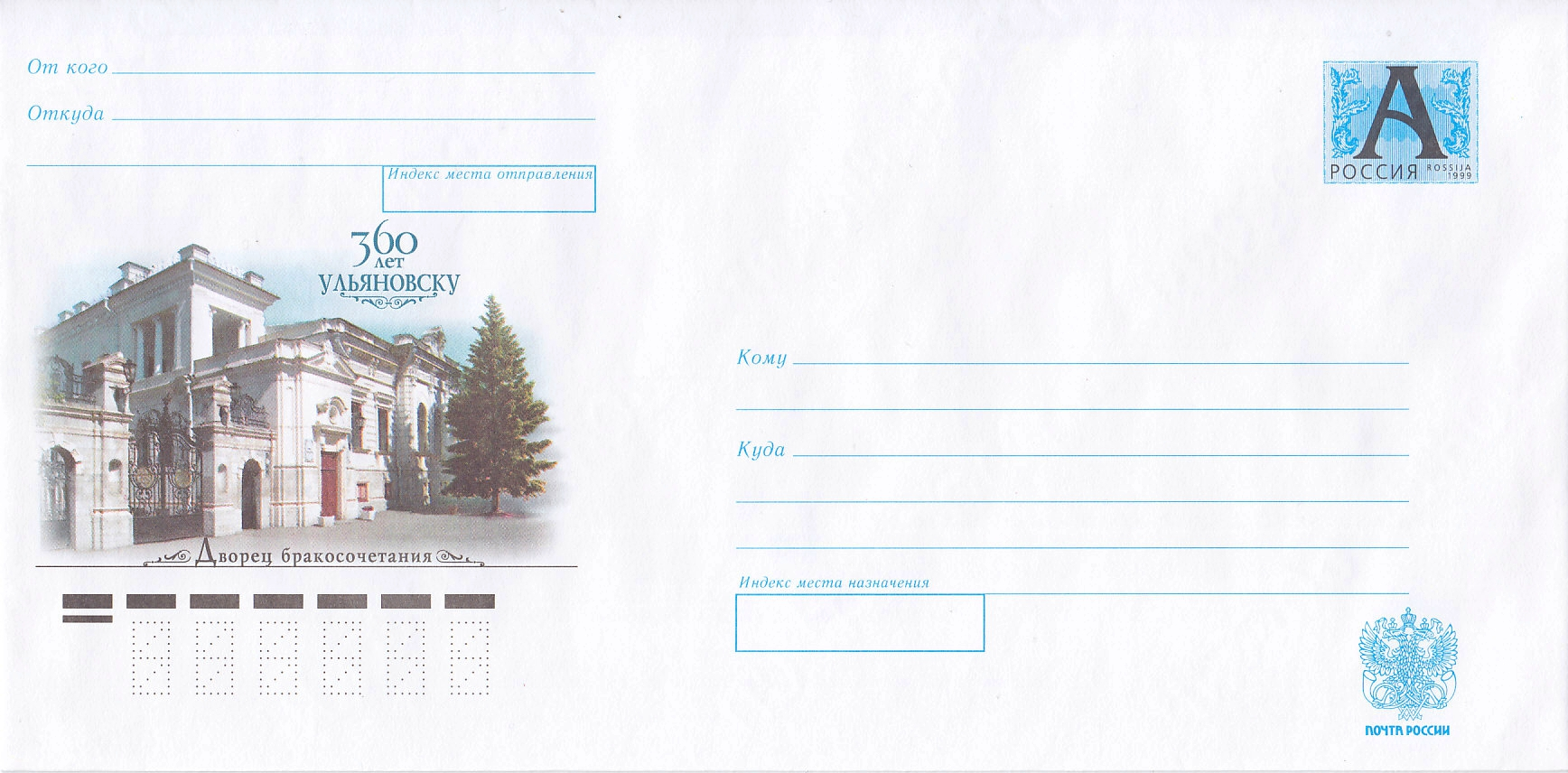
ХМК РФ, 2008. 360 лет Ульяновску. Дворец бракосочетания (быв. Дом Н. Я. Шатрова)
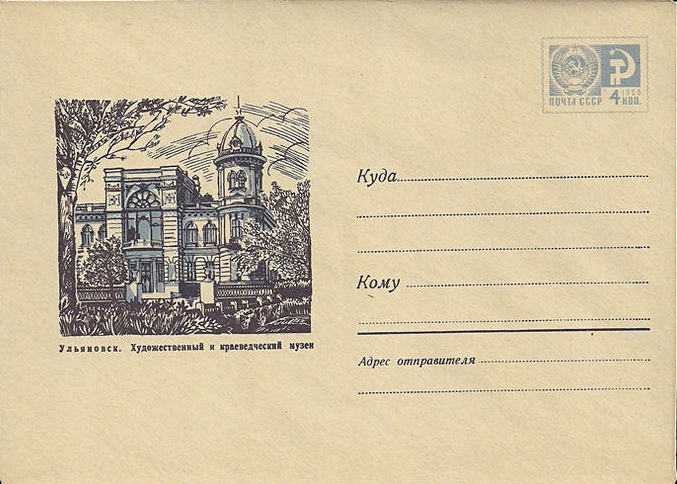
ХМК СССР, 1969 г. Ульяновск. Художественный и краеведческий музеи
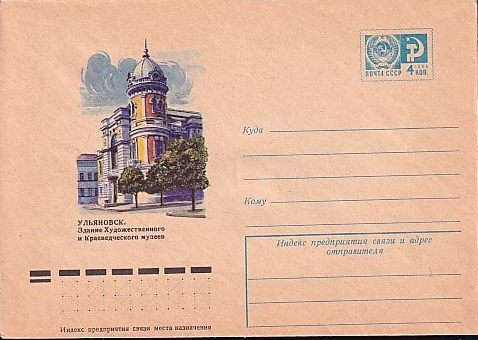
ХМК СССР, 1975 г. Ульяновск. Здание Художественного и Краеведческого музеев
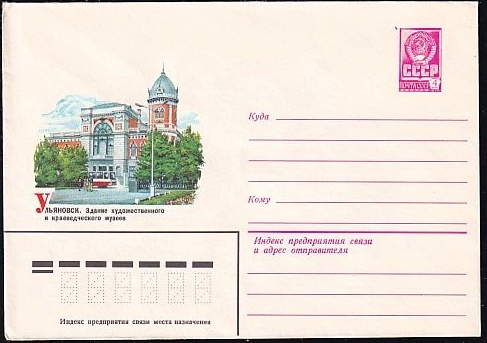
ХМК СССР, 1979. Ульяновск. Здание художественного и краеведческого музеев
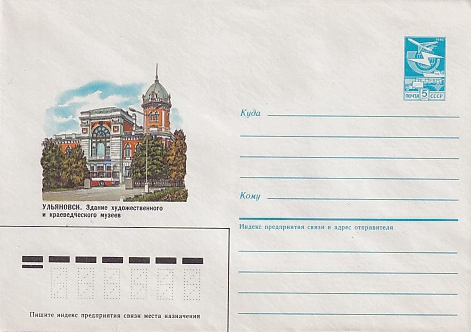
ХМК СССР, 1984. Ульяновск. Здание художественного и краеведческого музеев
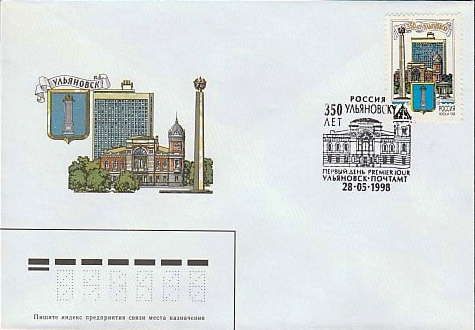
КПД РФ, 1998. 350 лет городу Ульяновск
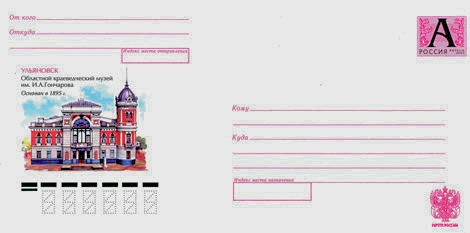
ХМК РФ, 2005 г. Ульяновск. Областной краеведческий музей им. И. А. Гончарова
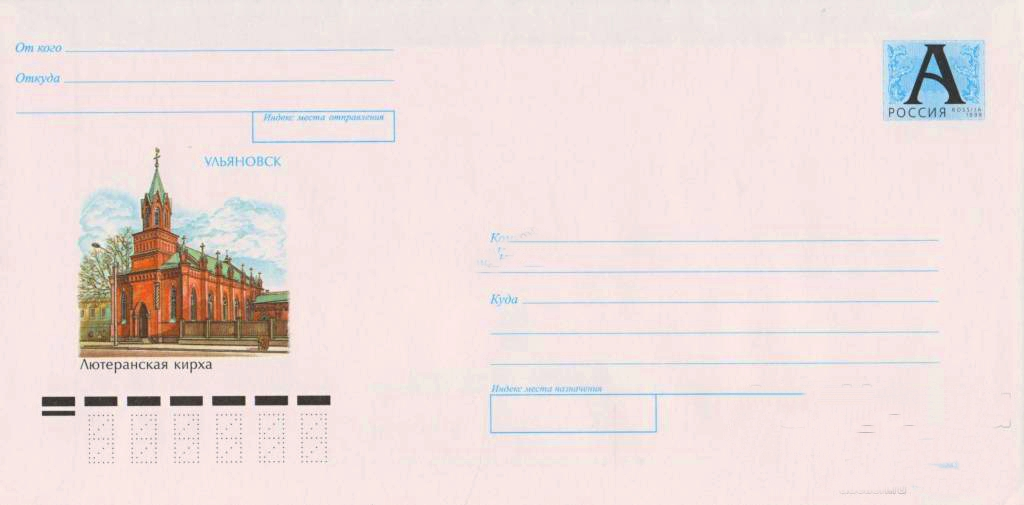
ХМК РФ, 2004. Ульяновск. Кирха.
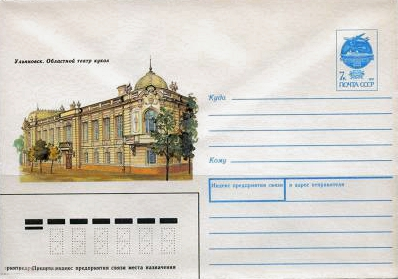
ХМК СССР, 1991. «Ульяновск. Областной театр кукол»